# ACFM (Alternative Current Field Measurement)
Alternating Current Field Measurement o ACFM es una técnica electromagnética de ensayo no destructivo que permite detectar y medir grietas superficiales en componentes metálicos sin necesidad de eliminar el recubrimiento de éste, como la pintura o cualquier otra capa de protección existente.
En esta técnica se induce una corriente eléctrica en el material de estudio y se miden valores absolutos del campo magnético en el mismo.
ACFM es una técnica similar a las corrientes de Eddy, el ensayo se realiza escaneando la superficie a lo largo de su longitud, los valeres son tomados en línea. ver API 577.
- Datos: Q4736412